# 승주읍
승주읍(昇州邑)은 전라남도 순천시의 중앙부에 있는 읍이다. 면적은 93 km2이며, 14개 리로 이루어져 있다.

## 연혁
- 백제시대 : 감평군 쌍암현
- 757년 (신라 경덕왕 16년) : 승평군 쌍암면
- 1309년 (고려 충선왕 원년) : 승주목 쌍암부
- 1413년 (조선 태종 13년) : 순천부 쌍암면
- 1895년 (조선 고종 23년) : 순천군 쌍암면
- 1949년 8월 15일 : 승주군 쌍암면
- 1985년 10월 1일 : 승주군 승주읍으로 승격
- 1995년 1월 1일 : 순천시 승주읍

## 행정 구역
| 법정리 | 한자명 | 행정리                         | 비고                   |
| ------ | ------ | ------------------------------ | ---------------------- |
| 구강리 | 九江里 | 강촌리, 사제리                 |                        |
| 남강리 | 南江里 | 남강리                         |                        |
| 도정리 | 道亭里 | 용선리, 지동리, 축내리, 고산리 |                        |
| 두월리 | 斗月里 | 효동리, 두모리                 |                        |
| 봉덕리 | 鳳德里 | 봉곡리, 등계리, 학구리         |                        |
| 서평리 | 西平里 | 서정리, 내동리, 사현리         | 읍 행정복지센터 소재지 |
| 신성리 | 新星里 | 서동리, 성산리, 송전리         |                        |
| 신전리 | 新田里 | 신전리                         |                        |
| 신학리 | 新鶴里 | 신학리                         |                        |
| 월계리 | 月溪里 | 월내리, 용계리, 석동리, 남암리 |                        |
| 유평리 | 柳坪里 | 유평리                         |                        |
| 유흥리 | 酉興里 | 유동리, 유서리                 |                        |
| 죽학리 | 竹鶴里 | 죽림리, 괴목리                 |                        |
| 평중리 | 平中里 | 평지리, 중대리, 승평리         |                        |

## 교통
국도 제22호선이 읍내 동서로 통과하고 호남고속도로가 통과하며 승주 나들목이 읍내 관문 역할을 한다.

## 교육 기관
- 승주초등학교
- 순천승주중학교